# Freisinger Domglocken
Die elf Glocken des Freisinger Domes wurden in der Renaissance- und Barockzeit, sowie im Jahre 2007 gegossen.

## Das Renaissancegeläut des 16. Jahrhunderts
Als glockenkundliches und klangliches Unikat gilt das komplett erhaltene achtstimmige Renaissancegeläut. Es zählt zu den bedeutendsten historischen Geläuten Mitteleuropas. Die acht Glocken wurden nach der Zerstörung eines Vorgängergeläuts (1514, ebenfalls acht Glocken) durch einen Turmbrand am 15. Juni 1563 vom Freisinger Bischof Moritz von Sandizell im Jahre 1563 gestiftet. Gießer war Wolfgang Steger d. J., München in den Jahren 1563/64. Die Lieferung des Kathedralgeläuts erfolgte am 1. November 1564. Im Jahre 1583 wurde die kleine Friedensglocke umgegossen. Es überdauerte fast unbeschädigt die Glockenzerstörungen der Säkularisation und des Ersten und Zweiten Weltkrieges (sieben Freisinger Domglocken im Hamburger Glockenfriedhof von 1943 bis 1947). Lediglich die Frauenglocke wurde in der Nachkriegszeit etwa einen Halbton tiefer gestimmt. Die Glockenzier (Madonnen- und Kreuzigungsdarstellungen), bischöfliche Stifterwappen und Inschriften (Kapitalis) sind teilweise noch gotisch, überwiegend jedoch im Stil der Renaissance. Die Texte auf den Inschriftstafeln (Zerstörung und Wiedergeburt der Domglocken durch Feuer), sowie an den oberen und unteren Glockenrändern stammen vom Freisinger Humanisten Joachim Haberstock. Drei Glockenmodeln für die Inschriftentafeln aus Juramarmor, die als älteste Glockenmodeln Bayerns gelten, sind noch erhalten. Der Steinmetz war Sebold Hering aus München in den Jahren 1563/64. Bemerkenswert ist die wiedergewonnene Klangfülle der Sigismundglocke, die zu den klangschönsten Glocken des 16. Jahrhunderts in Deutschland gezählt werden darf. Sie erklingt solistisch jeweils freitags 15 Uhr zum Gedenken an die Todesstunde Christi.

## Korbiniansglocke

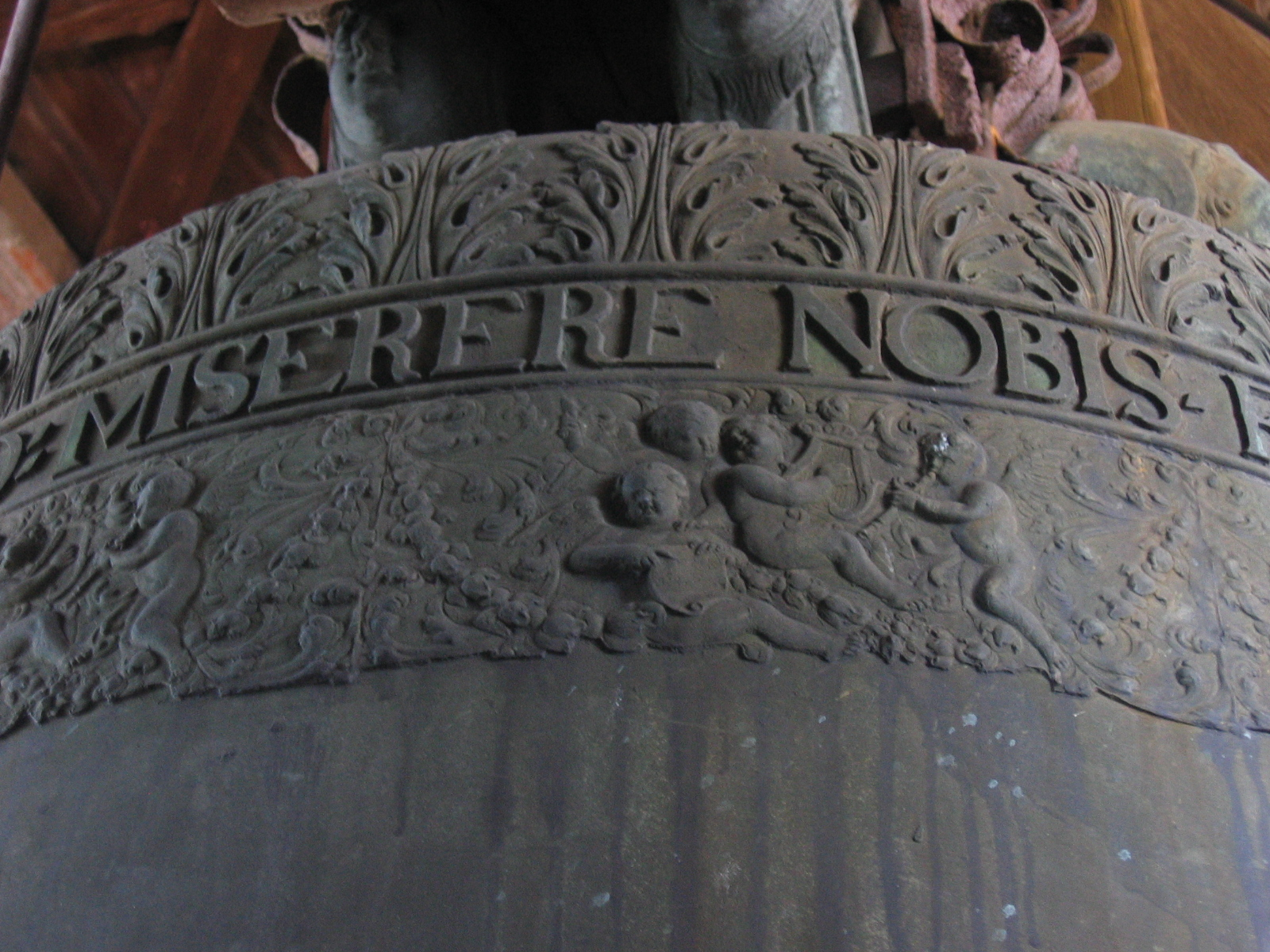
Korbiniansglocke: Detail der Schulterinschrift

Zur Tausendjahrfeier der Ankunft des Bistumspatrons und ersten Freisinger Bischofs Korbinian in Freising 1724 stiftete Kurfürst Max II. Emanuel von Bayern die große Korbiniansglocke. Sie ist mit rund 5250 kg die größte der elf Domglocken und wurde am 27. Juli 1724 von den Hofglockengießern Johann Matthias Langenegger und Anton Benedikt Ernst aus München in barocker Glockenrippe gegossen. Das Material entstammt wohl nicht von türkischen Kanonen von der Belagerung Belgrads 1688, welche der Kurfürst erbeutet hatte, sondern es wurden für den Glockenguss 130 Zentner Kupfer aus Brixlegg/Tirol und 30 Zentner Zinn aus England geliefert. Der Schöpfer der Glockenzier (Modeln) ist der Münchner Bildhauer Joseph Fichtl, der auch für die Münchner Dreifaltigkeitskirche tätig war.
Sie hängt als einzige Glocke im Südturm des Domes, während die übrigen zehn Domglocken im Nordturm hängen. Als Festtagsglocke wird sie nur zu besonderen kirchlichen oder anderen festlichen Anlässen geläutet. Sie bildet das tragende Fundament des gesamten Domgeläutes und ist eine der tontiefsten und schwersten Zinnbronze-Glocken des Erzbistums München und Freising. Sie besticht durch ihre herb-metallische Tongebung und entfaltet für eine Barockglocke eine große Tonfülle. Die Glockenzier beinhaltet neben zahlreichen Inschriften zur Stiftung und Weihe der Glocke Reliefs des kurfürstlich-bayerischen Wappens, sowie der Hll. Maria, Korbinian, Maximilian, Theodor und Michael.
In den 1980er Jahren durfte die Korbiniansglocke wegen der Belastung des Turms nicht länger als sieben Minuten am Stück geläutet werden, erst seit 1967 wird sie nicht mehr von Hand geläutet (zwei parallel arbeitende Läutemaschinen).

## Wiederherstellung des Renaissance-Geläuts und Neugüsse

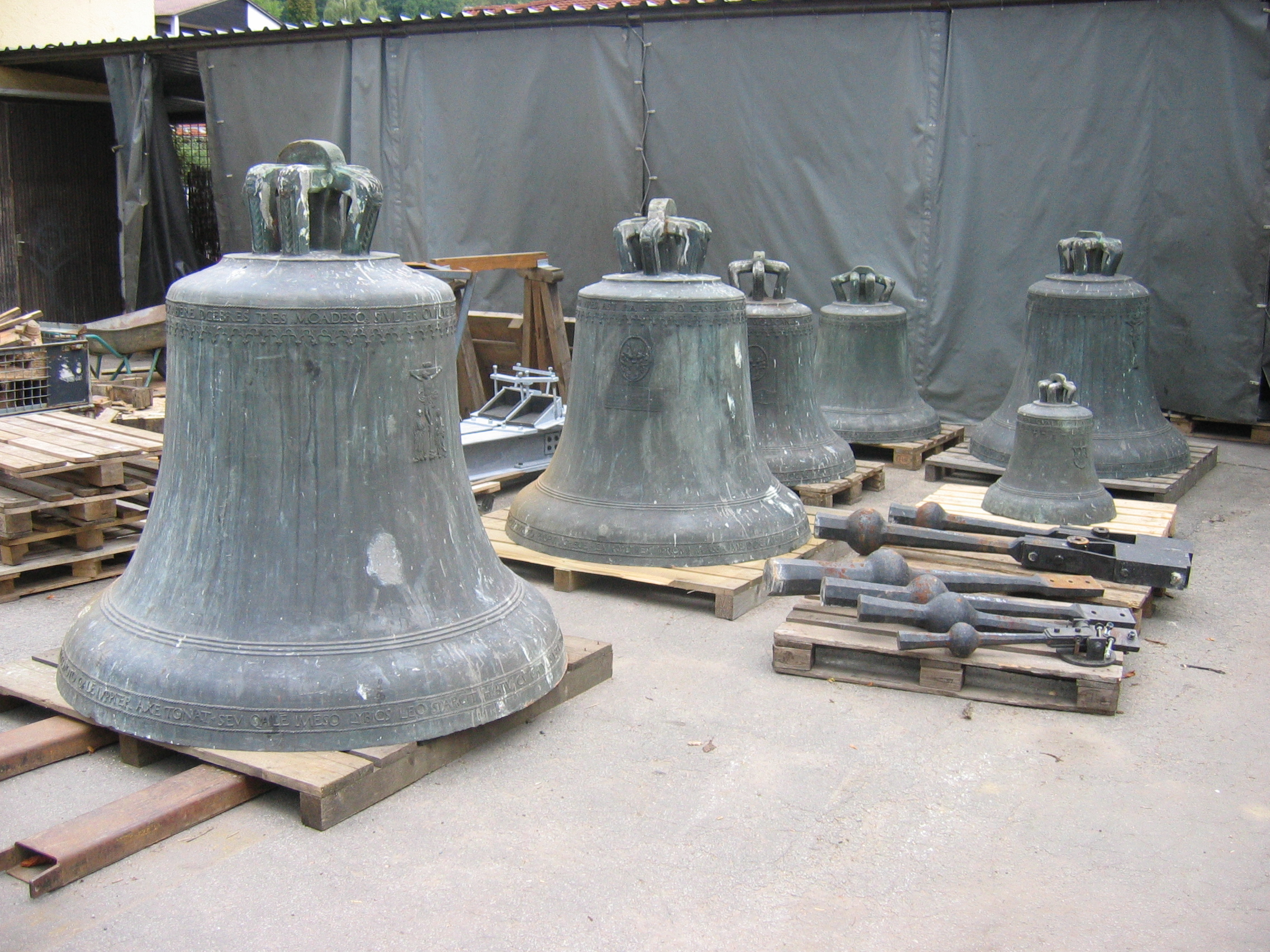
Teil des Renaissancegeläuts zur Restaurierung im Hof der Glockengießerei Perner: (v. l.) Sigismund-, Marien-, Lantpert-, Nonnosus-, Friedens- und Kreuzglocke.

Bauliche Mängel führten 1955 zum Abbruch des barocken Holzglockenstuhls und zur Stilllegung zweier Glocken. Ein Stahlglockenstuhl mit elektrischem Läutwerk wurde im Nordturm eingebaut.
Rudolf Perner aus Passau goss am 31. August 2006 in einem Schauguss auf dem Freisinger Marienplatz die Friedrichsglocke, die als Sakristeiglocke für die Hochfeste bestimmt ist.
Seit Oktober 2007 sind nun die 1955 verliehenen zwei Glocken von 1563/64 auf den Nordturm zurückgekehrt. Sie hingen bis zum Sommer 2007 in anderen Freisinger Kirchtürmen, denen der Wieskirche (Justinusglocke, bis Sommer 2007) und der Pallottinerkirche (Alexanderglocke, bis September 2007).
Friedrich Kardinal Wetter weihte am 13. Oktober 2007 die beiden neuen Domglocken der Glockengießerei Perner: Benedikt von Nursia (Schlagton a1) und Otto von Freising (Schlagton c2). Sie ermöglichen weitere Teilgeläute, die für die zahlreichen Läuteanlässe einer Domkirche nützlich sind.
Seit November 2007 ist das „größte und komplett erhaltene Renaissancegeläut der Welt aus einer Gießerhand“ wiedervereint. Alle Glocken erhielten Eichenholzjoche (die Joche der vier großen Renaissanceglocken zusätzlich Obergewichte), die Klöppel wurden mit Weicheisenpuffern ausgestattet. Ein neuer Glockenstuhl aus über zehn Kubikmetern bestem Eichenholz ersetzt die alte Stahlkonstruktion von 1957. Die Klangabstrahlung (hölzerne Schalljalousien) und die Glockenstube wurden baulich optimiert. Das neue, ergänzte Vollgeläute sollte, wie zunächst geplant, erst zur Feier des Korbiniansfests am Samstag, dem 24. November 2007, das erste Mal nach der Sanierung wieder erklingen. Die Beerdigung von Prälat Friedrich Fahr bewirkte die Vorverlegung dieser Premiere um drei Tage. So läutete es nicht nur am Samstag, sondern bereits am Mittwoch, dem 21. November 2007, dem Buß- und Bettag, an dem in früheren Jahren das Korbiniansfest in Freising gefeiert wurde, als dieser Tag gesetzlicher Feiertag war.
Das elfstimmige Freisinger Domgeläut mit einem Gesamtgewicht von über 15.000 kg und einem Tonumfang von über eineinhalb Oktaven ist einzigartig und stellt ein internationales Kulturobjekt erster Ordnung dar: „Durch das Nebeneinander von Dur- und Mollskala sind hier in einem Geläute zwei komplette Klangwelten darstellbar, und dies mit Originalklängen aus dem 16. Jahrhundert.“

## Daten zum Geläut des Freisinger Doms

### Südturm

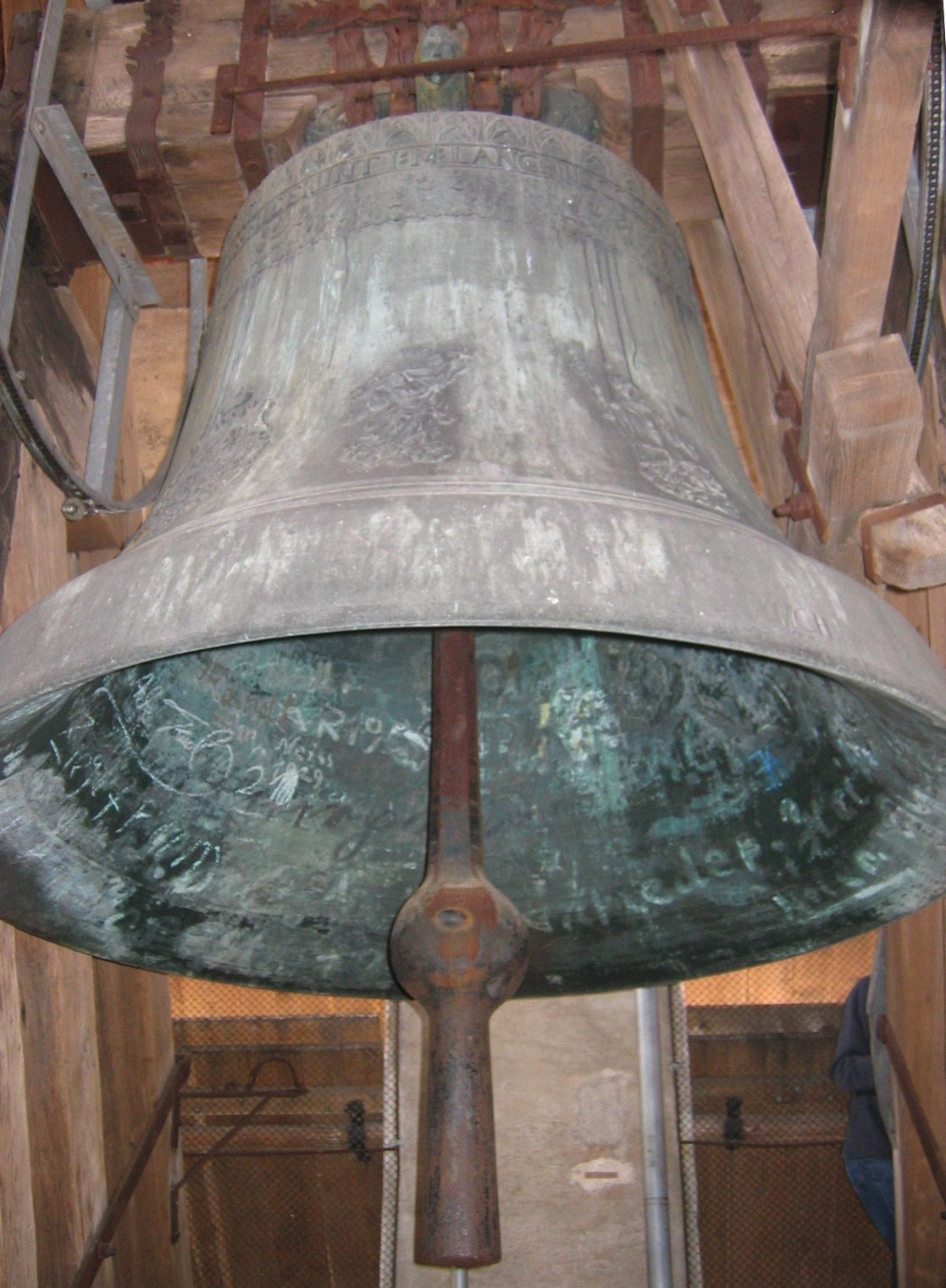
Glocke 1 – Korbinian

| Nr. | Name                       | Gussjahr | Gießer, Gussort                                             | Masse (kg) | Durchmesser (mm) | Schlagton (HT-1/16) |
| 1   | Korbinian (Festtagsglocke) | 1724     | Johann Matthias Langenegger & Anton Benedikt Ernst, München | ≈5.200     | 2.100            | g0 ±0               |

### Nordturm (ergänztes Renaissancegeläut)
| Nr. | Name                  | Gussjahr | Gießer, Gussort                | Masse (kg) | Durchmesser (mm) | Schlagton (HT-1/16) |
| 2   | Sigismund (Stürmerin) | 1563     | Wolfgang Steger d. J., München | 2.864      | 1.675            | c1 0–3              |
| 3   | Maria (Frauenglocke)  | 1563     | Wolfgang Steger d. J., München | 1.964      | 1.427            | es1 –3              |
| 4   | Kreuz (Sechserin)     | 1563     | Wolfgang Steger d. J., München | 1.518      | 1.327            | e1 0±0              |
| 5   | Lantpert (Fünferin)   | 1563     | Wolfgang Steger d. J., München | 1.032      | 1.158            | g1 0–8              |
| 6   | Nonnosus (Viererin)   | 1563     | Wolfgang Steger d. J., München | 743        | 1.057            | g1 0–6              |
| 7   | Benedikt              | 2007     | Rudolf Perner, Passau          | 612        | 960              | a1 0–2              |
| 8   | Alexander (Dreierin)  | 1563     | Wolfgang Steger d. J., München | 446        | 910              | b1 0–2              |
| 9   | Otto                  | 2007     | Rudolf Perner, Passau          | 402        | 825              | c2 0–1              |
| 10  | Justinus (Zweierin)   | 1564     | Wolfgang Steger d. J., München | 290        | 756              | d2 0+1              |
| 11  | Frieden (Einserin)    | 1583     | Wolfgang Steger d. J., München | 187        | 665              | e2 0–6              |

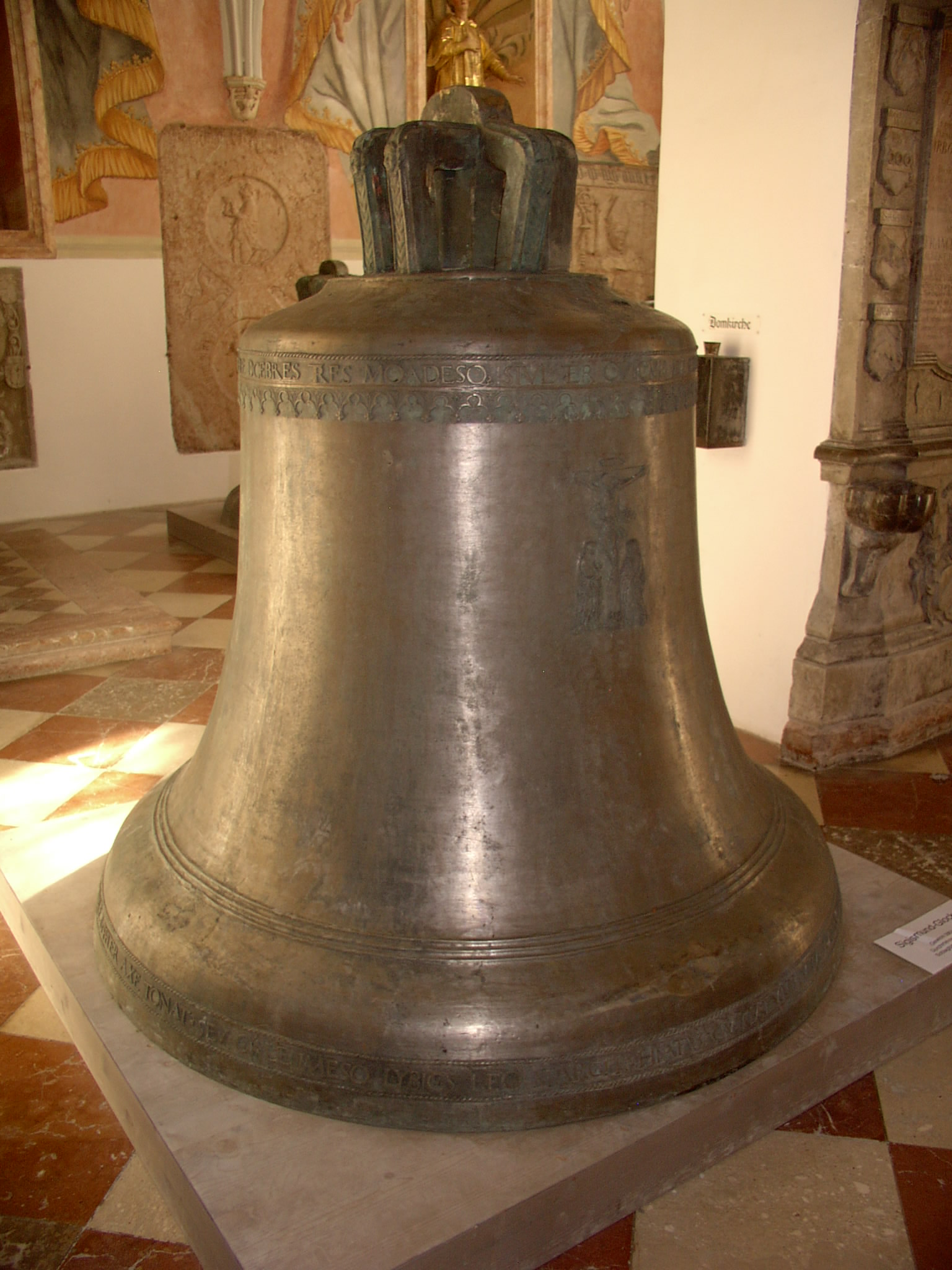
Glocke 2 – Sigismund
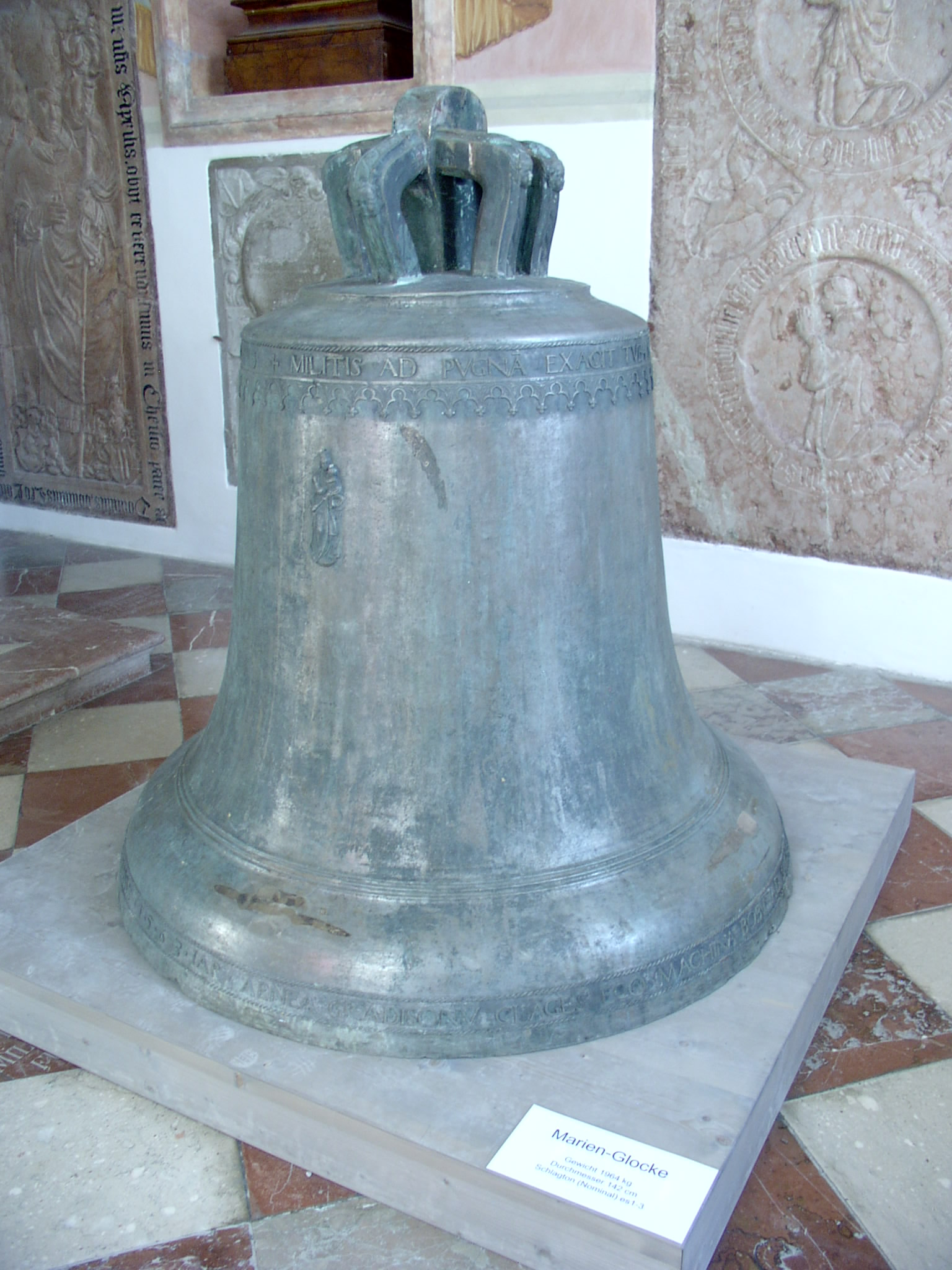
Glocke 3 – Maria
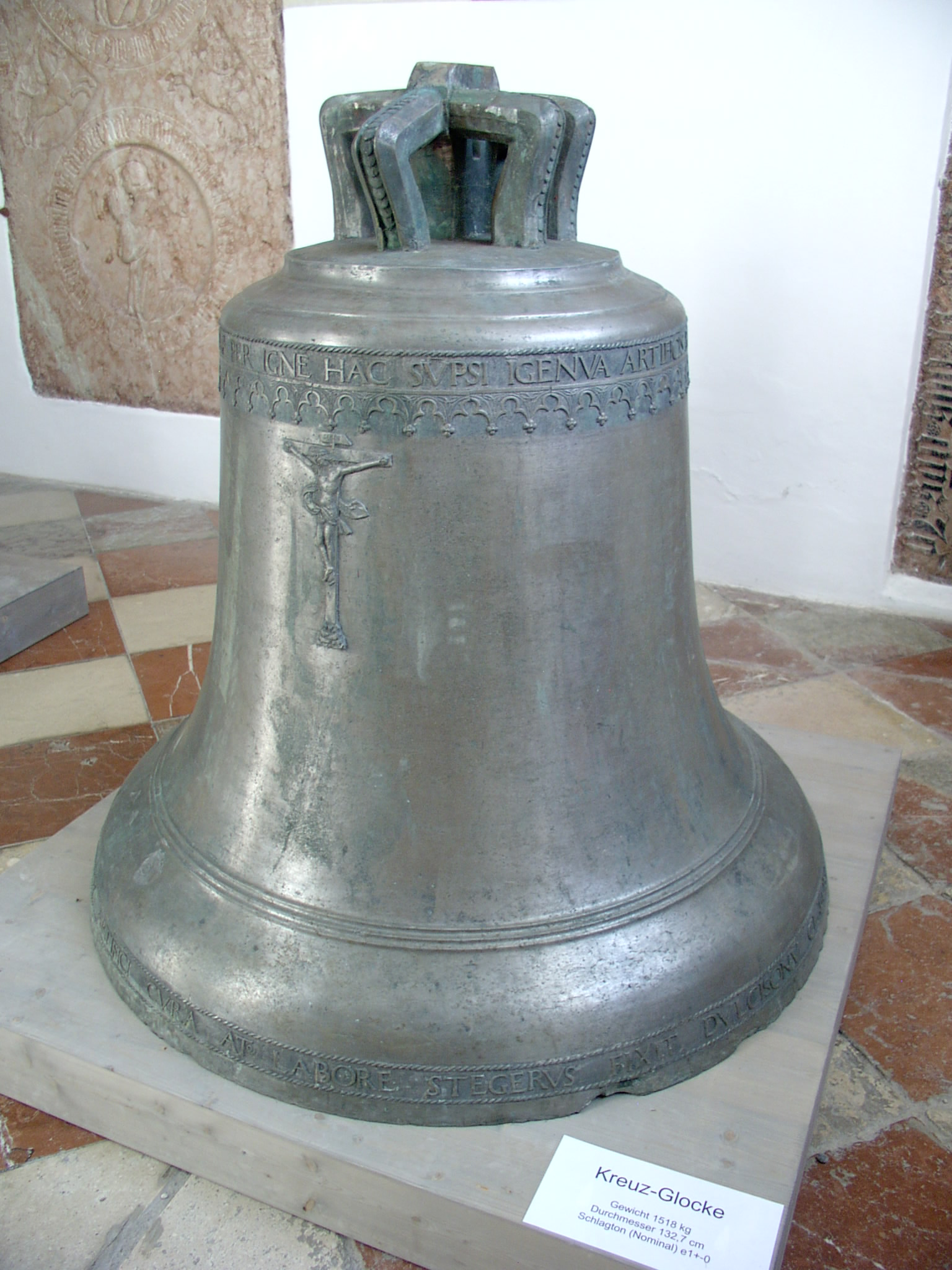
Glocke 4 – Kreuz
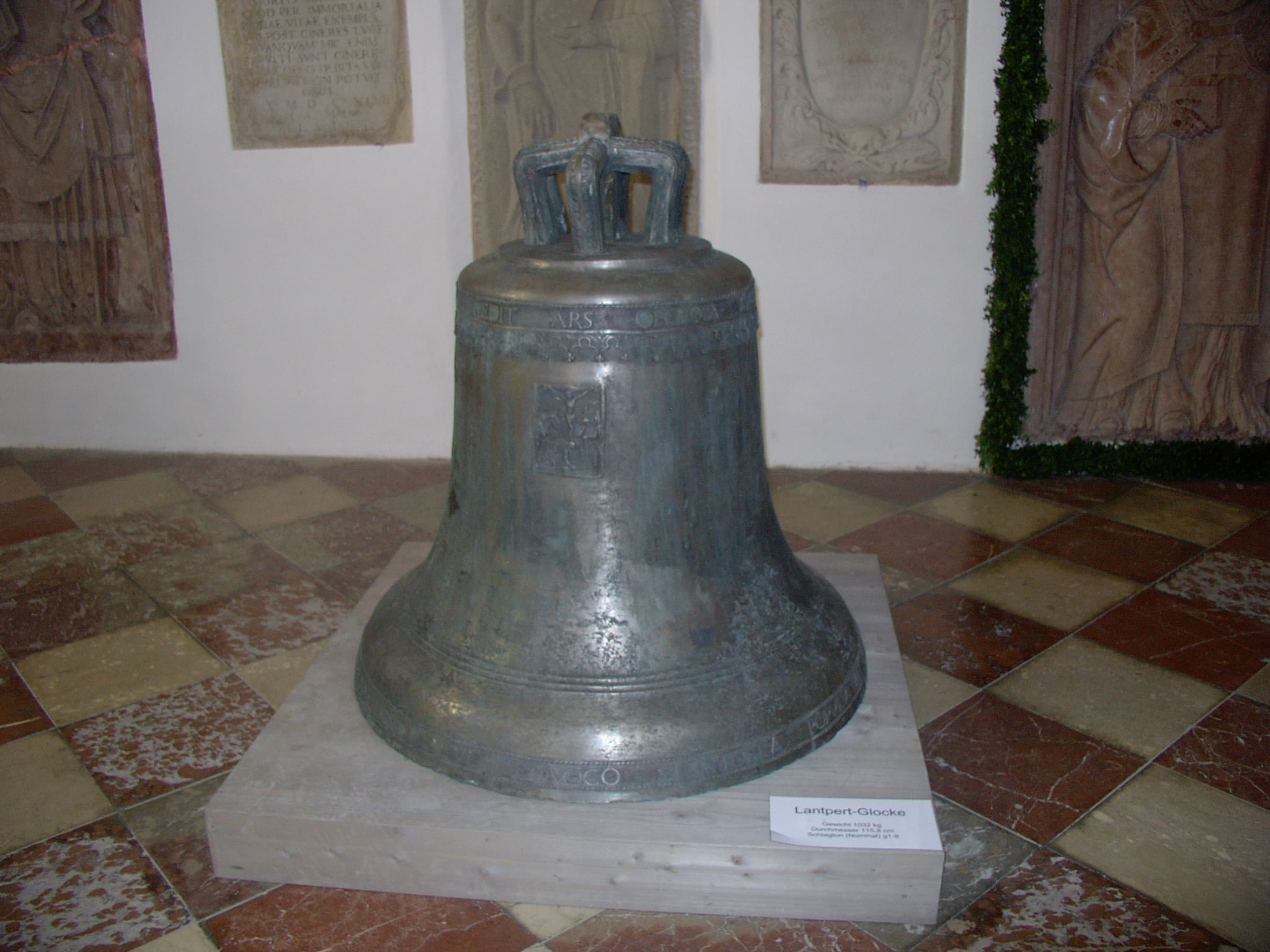
Glocke 5 – Lantpert
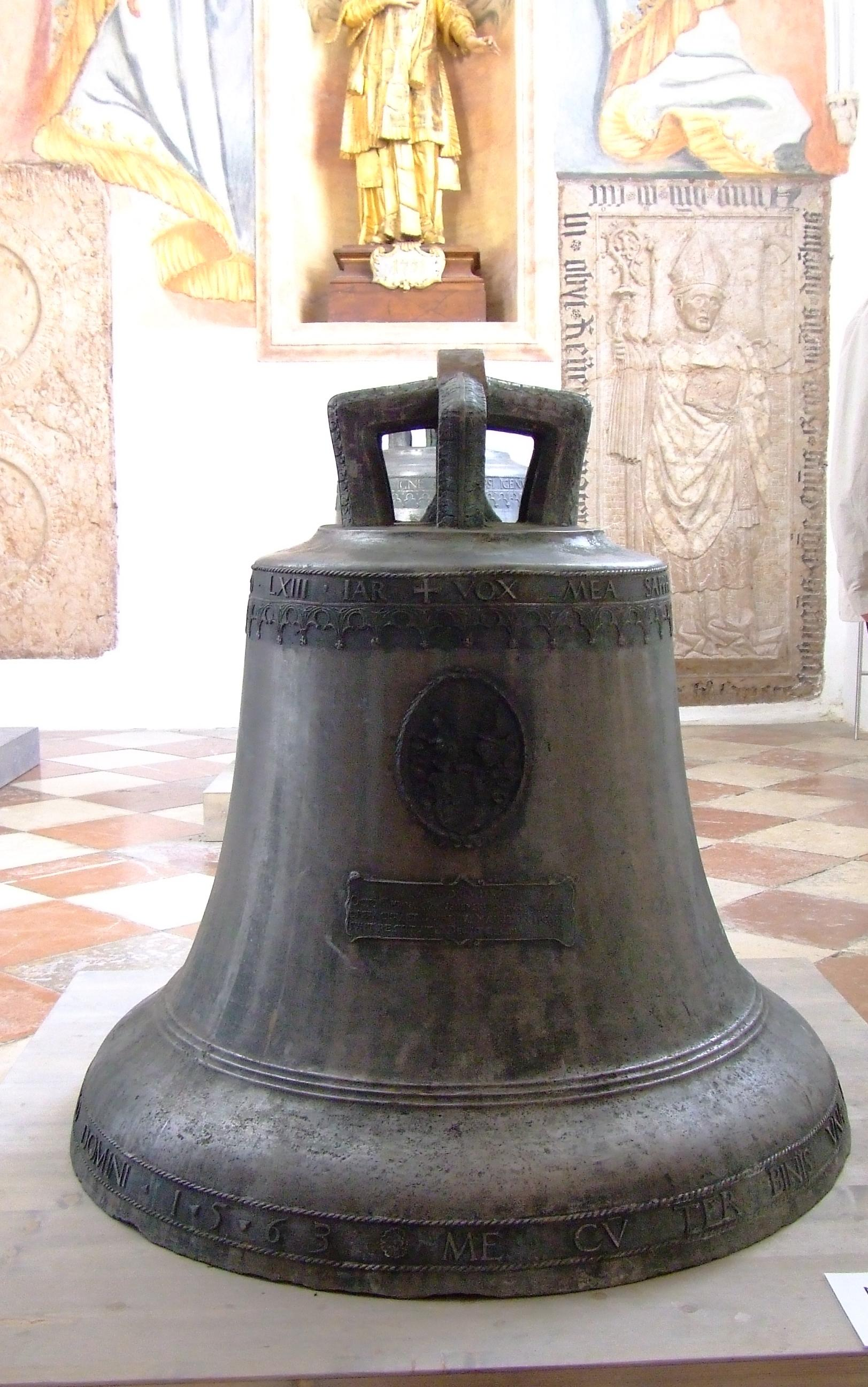
Glocke 6 – Nonnosus
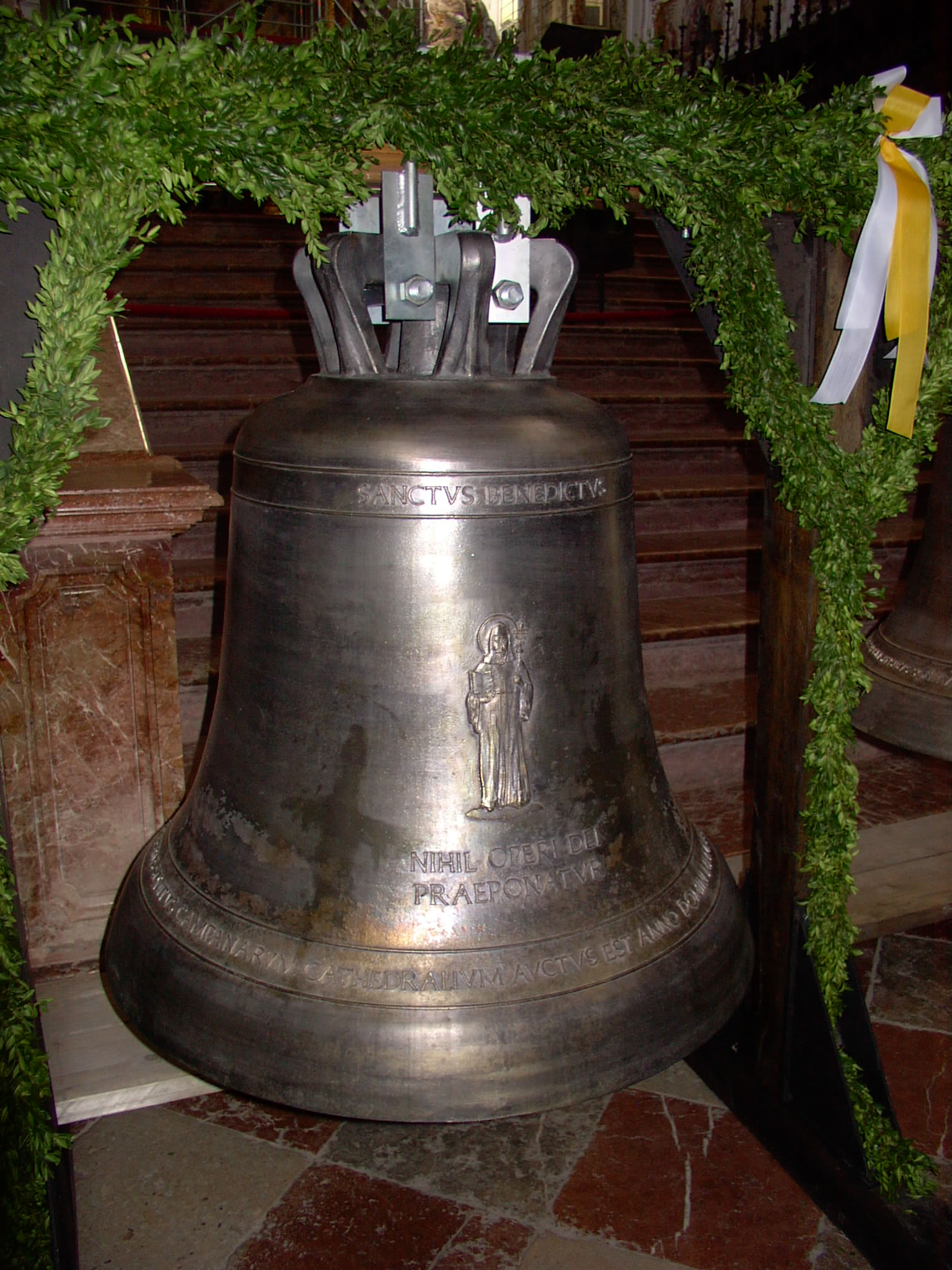
Glocke 7 – Benedikt (Weihetag)
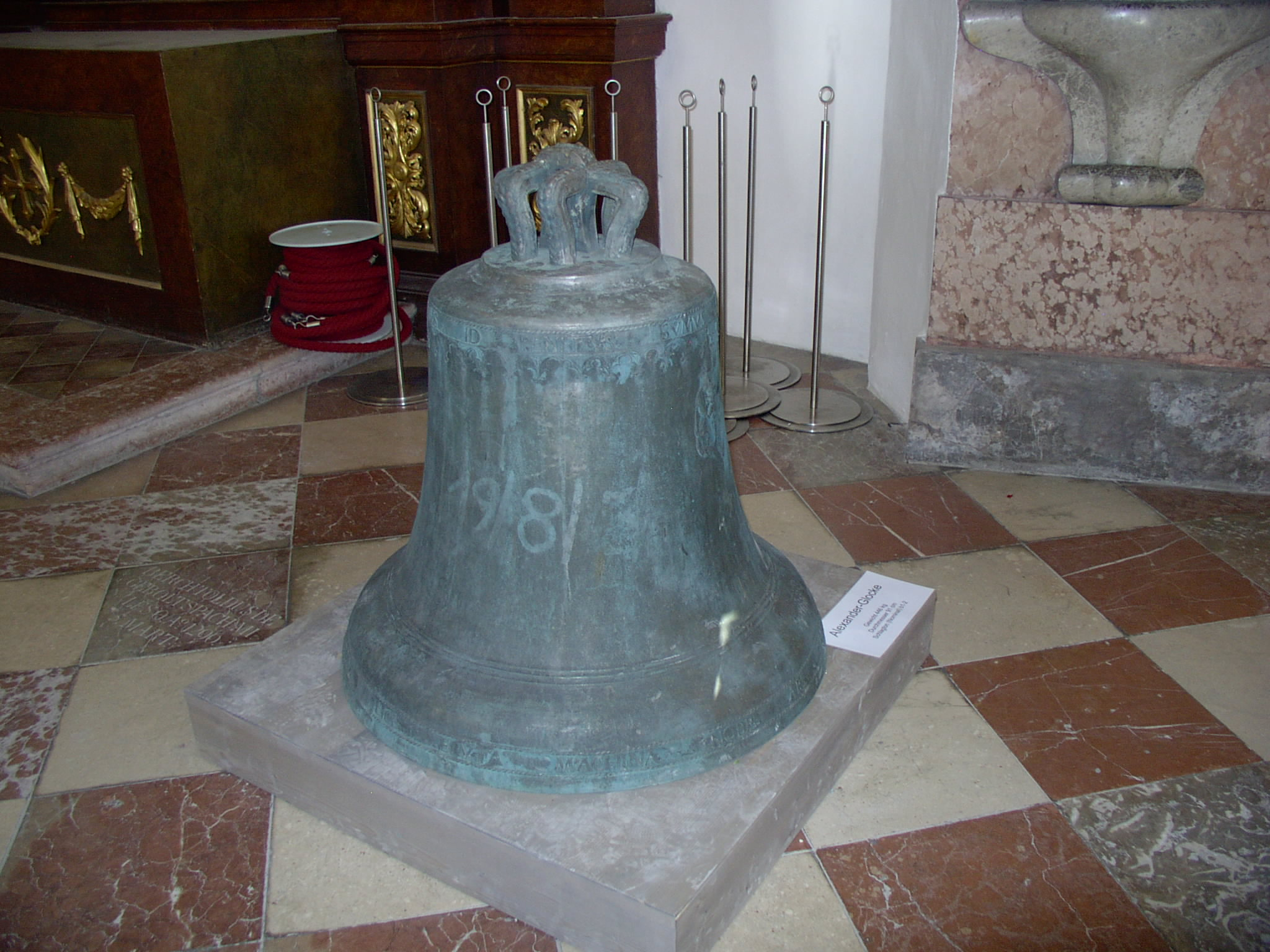
Glocke 8 – Alexander
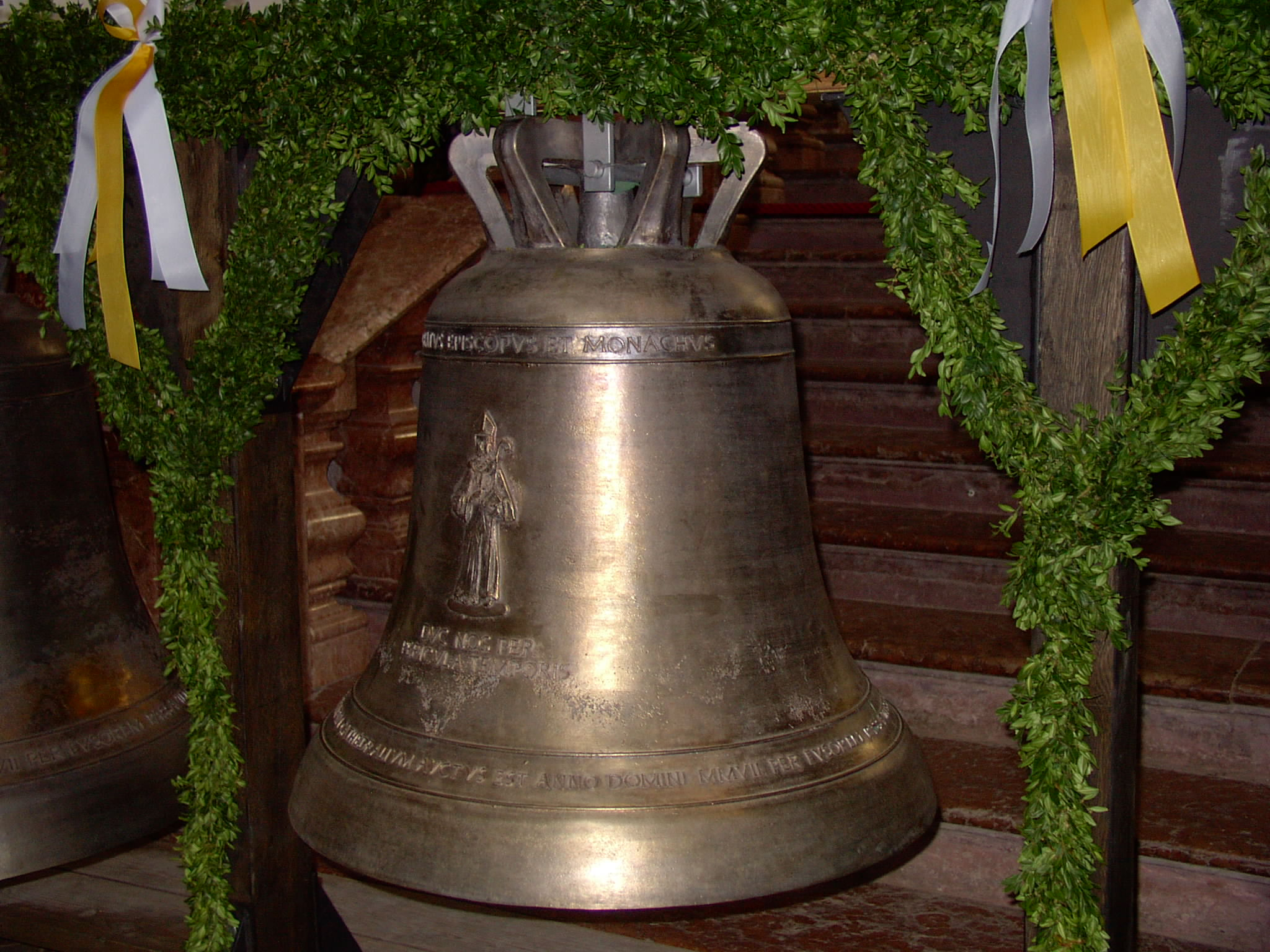
Glocke 9 – Otto (Weihetag)
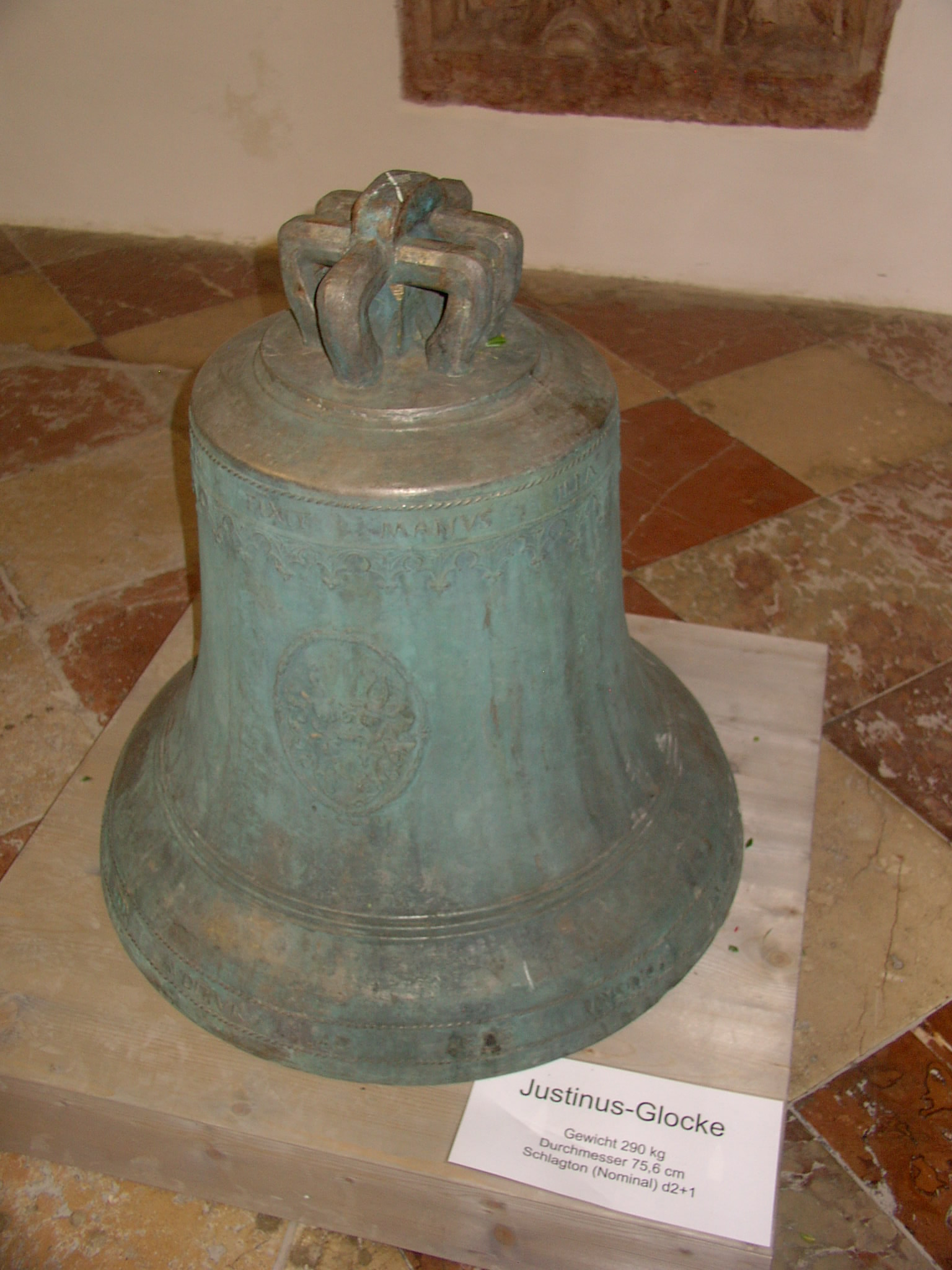
Glocke 10 – Justinus
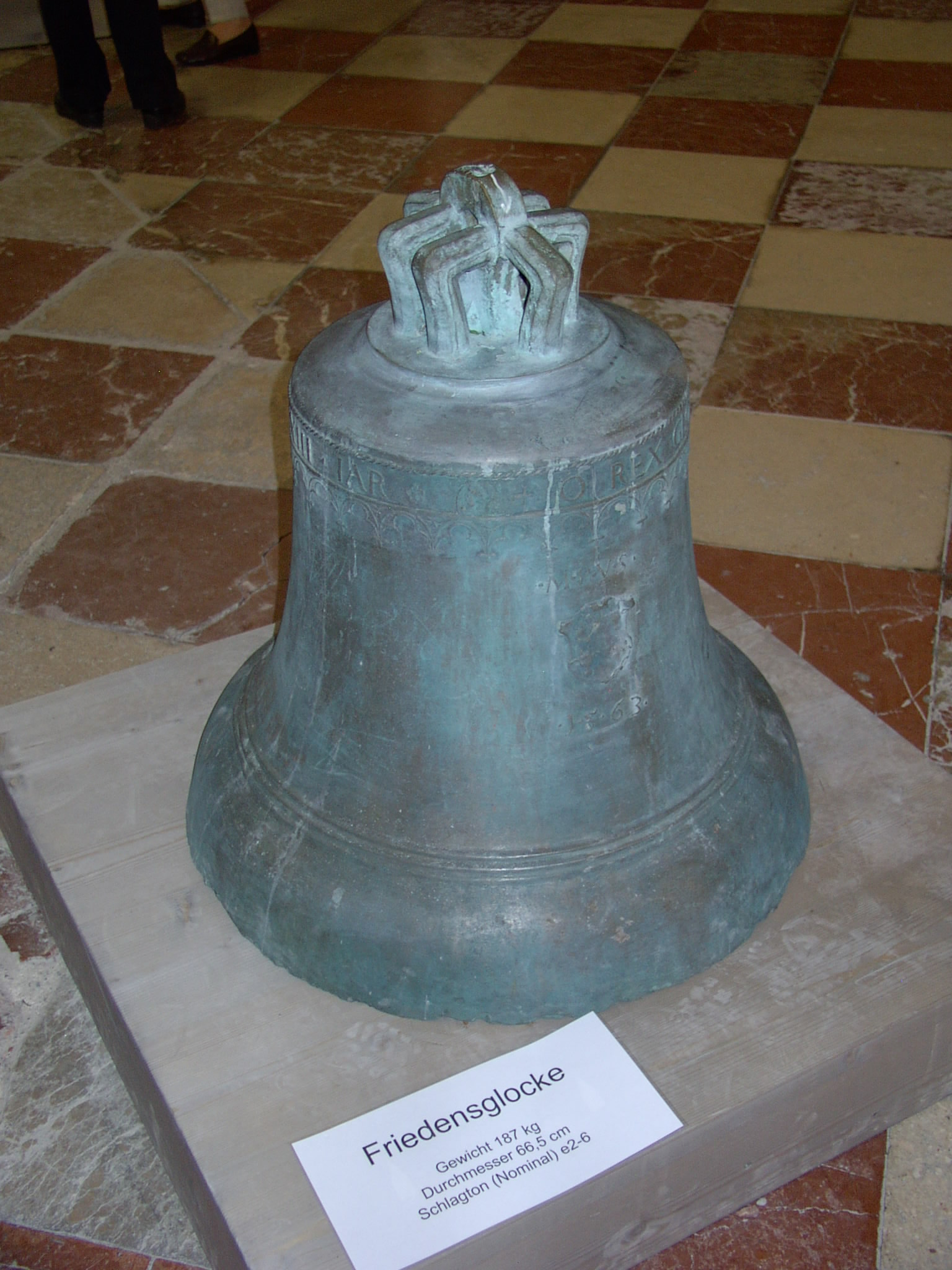
Glocke 11 – Frieden

### Sakristeiglocke

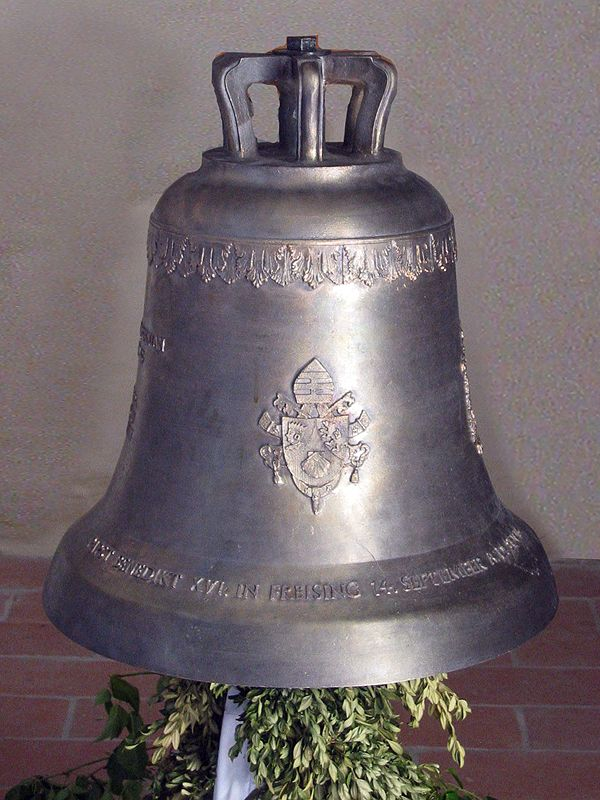
Sakristeiglocke – Friedrich

| Name                                      | Gussdatum  | Gießer, Gussort         | Masse (kg) | Durchmesser (mm) | Schlagton (HT-1/16) |
| Friedrich (Sakristeiglocke für Hochfeste) | 31.08.2006 | Rudolf Perner, Freising | 122        | 540              | g2 0+2              |

## Läuteordnung
In der Läuteordnung kommt ein großer Teil der Klangvielfalt des Freisinger Domgeläuts zur Geltung.
Die Sonn- und Festtage im Kirchenjahr werden gewöhnlich am Vortag gegen 14.55 Uhr eingeläutet. Hierbei erklingt das gleiche Geläut wie zum Hochamt des Tages (s. u.). Zunächst ertönen die beteiligten Glocken einzeln nacheinander von klein nach groß und erklingen dann ab 15 Uhr zusammen.
Wochentags läuten zur Frühmesse unterschiedliche Geläute je nach Kirchenjahreszeit.
Zum Angelus wird mittags um 12 Uhr die Marienglocke geläutet. Abends um 18.30 Uhr erklingt die Kreuzglocke; im Anschluss daran ruft die kleinste Glocke zum Gebet für die Armen Seelen auf. Freitags um 15 Uhr läutet die Stürmerin zur Todesstunde Christi am Kreuz.
Die Lantpertglocke wird für Teilgeläute in Moll und in Kirchentonarten, die Nonnosusglocke für Dur-Motive eingesetzt.
Die große Korbiniansglocke ist nur für Hochfeste und Pontifikalgottesdienste vorgesehen.
| Anlass | Anzahl Glocken | 1  | 2  | 3   | 4  | 5  | 6  | 7  | 8  | 9  | 10 | 11 | Bezeichnung                     |
| Ostersonntag, Heiligabend (Christmette), Pfingstsonntag, Dompatrozinium Mariä Geburt, Priesterweihe, Korbiniansfest, Neujahrsnacht, Gloria am Gründonnerstag, Besondere Anlässe | 11             | g0 | c1 | es1 | e1 | g1 | g1 | a1 | b1 | c2 | d2 | e2 | Gesamtplenum                    |
| 1. Weihnachtstag, Ostermontag, Fronleichnam, Jugendkorbiniansfest | 10             | g0 | c1 |     | e1 | g1 | g1 | a1 | b1 | c2 | d2 | e2 | Großes Dur-Plenum               |
| Hochfest der Gottesmutter, Heilige Dreikönige | 8              | g0 | c1 |     | e1 |    | g1 | a1 |    | c2 | d2 | e2 | Großes Salve Regina             |
| Allerheiligen | 8              |    | c1 | es1 | e1 | g1 | g1 |    | b1 |    | d2 | e2 | Renaissance-Plenum              |
| Palmsonntag | 6              |    | c1 | es1 |    | g1 |    | a1 | b1 | c2 |    |    | Dorisch                         |
| Sonntage der Adventszeit | 4              |    |    |     |    |    |    | a1 |    | c2 | d2 | e2 | Präfations-Motiv                |
| –– Adventssonntag Gaudete | 4              |    |    |     |    | g1 |    |    | b1 | c2 | d2 |    | Präfations-Motiv                |
| Sonntage der Weihnachtszeit | 7              |    | c1 |     | e1 |    | g1 | a1 |    | c2 | d2 | e2 | Kleines Dur-Plenum              |
| Sonntage der Fastenzeit | 5              |    |    |     |    | g1 |    | a1 | b1 | c2 | d2 |    | Mollskala                       |
| –– Fastensonntag Lætare | 5              |    |    | es1 |    | g1 |    | a1 | b1 | c2 |    |    | Lydisch                         |
| Sonntage der Osterzeit | 9              |    | c1 |     | e1 | g1 | g1 | a1 | b1 | c2 | d2 | e2 | Dur-Plenum                      |
| Sonntage im Jahreskreis | 6              |    |    |     | e1 |    | g1 | a1 |    | c2 | d2 | e2 | Griesbacher’sches Idealsextett  |
| Werktage der Adventszeit | 3              |    |    |     |    |    |    |    |    | c2 | d2 | e2 | Magnificat (6. Psalmton)        |
| Werktage der Weihnachtszeit | 5              |    |    |     |    |    | g1 | a1 |    | c2 | d2 | e2 | pentatonisch                    |
| Werktage der Weihnachts-/Osteroktav | 4              |    |    |     | e1 |    | g1 | a1 |    | c2 |    |    | Griesbacher’sches Idealquartett |
| Werktage der Fastenzeit | 3              |    |    |     |    | g1 |    | a1 | b1 |    |    |    | Dies iræ                        |
| Werktage der Osterzeit | 4              |    |    |     |    |    | g1 |    |    | c2 | d2 | e2 | Westminster                     |
| Werktage im Jahreskreis | 3              |    |    |     |    |    | g1 | a1 |    | c2 |    |    | Gloria                          |